# Eisstadion Bremerhaven
Das Eisstadion Bremerhaven war eine Eissporthalle in Bremerhaven, die bis März 2011 Heimspielort der Fischtown Pinguins aus der 2. Eishockey-Bundesliga war. Weitere Nutzer waren der Eishockeyclub EHC Bremerhaven sowie die Eislaufvereine REV Bremerhaven und SC Bremerhaven.
Mit insgesamt 2050 Plätzen und weniger als zehn Prozent Sitzplätzen war die teilweise offene Arena das Stadion mit der niedrigsten Zuschauerkapazität in der gesamten 2. Bundesliga. Bis zur Demontage der Eisfläche in der benachbarten Stadthalle handelte es sich um eine Trainingshalle. Verwaltet wurde die Halle durch die Stadthalle Bremerhaven Veranstaltungs- und Messe GmbH. Für den öffentlichen Eislauf waren am Wochenende Zeiten reserviert. 
Im Juli 2011 wurde mit den Abrissarbeiten des Eisstadions begonnen.

## Eisarena Bremerhaven
Im November 2009 wurde neben der Stadthalle mit dem Bau einer neuen Arena, der Eisarena Bremerhaven, mit einer Kapazität von 4.254 Plätzen begonnen. Die neue Eisarena in Bremerhaven wurde am 6. März 2011 eröffnet.